# Державний акт на право приватної власності на землю
Державний акт на право приватної власності на землю — документ, виданий уповноваженим державним органом, що підтверджує право власності громадянина чи юридичної особи на земельну ділянку.
Містить інформацію про власника земельної ділянки; підстави набуття права власності на земельну ділянку; місцерозташування, площу, кадастровий номер земельної ділянки. Також у ньому зазначається опис суміжних землекористувачів, обмеження та обтяження у використанні ділянки.
Складається на підставі документації із землеустрою.